# 巾山西塔
巾山西塔，又称巾山西小塔，是位于中华人民共和国浙江省台州临海市巾山西峰的楼阁式砖塔，与巾山东大塔合称大小“文峰塔”。1983年4月15日，临海县人民政府将其列入第一批临海县文物保护单位（现为临海市文物保护单位）。

## 历史
巾山西塔始建于北宋大中祥符元年（1008年），原为砖木结构，明正德年间木结构焚于火。清康熙三十四年（1695年），台州知府张联元曾作修缮，刑部侍郎冯甦为之作《募修巾子山双塔疏》。康熙五十八年（1719年），天宁寺僧荪蓊又予督修。嘉庆四年（1799年），塔顶毁于大风，故再度重修。道光年间，塔开始出现倾斜，同治五年（1866年），台州知府劉璈对其再次修缮。
由于塔基不均匀沉降，导致塔体出现倾斜，塔壁凸肚松散，腰檐除顶层外全部倒塌。1989年，在报请浙江省文物局同意后，临海市文物管理委员会对塔进行落架大修。大修时，发现该塔虽然外表为清式，但塔体实际为宋物，遂按照宋式予以修复。修复过程中，在塔顶天宫先后发现文物明万历刻本《瑜伽焰口集要》一册、清康熙抄本《妙法莲华经》一册；在塔中宫发现石雕佛像6躯、恭塔3座（内残1座）、佛像砖印模2块、“宋大中祥符元年九月二日造记”塔砖2块，以及唐开元、宋太平、咸平等年代的铜钱。临海市博物馆保存有其时采集的两块宋代佛像砖。

## 结构
巾山西塔与巾山东大塔一样，为五级六面楼阁式砖塔。塔高17.95米，塔体逐层收分，外轮廓基本呈一直线。每层均有腰檐与平座。各层每面中间辟有壺門形佛龛，二层以上龛内设有佛像。壶门两侧设有槏柱，面转角处有八角形倚柱，并隐出地栿与阑额，出檐无起翘及升出，构造简单。